# Pepperland

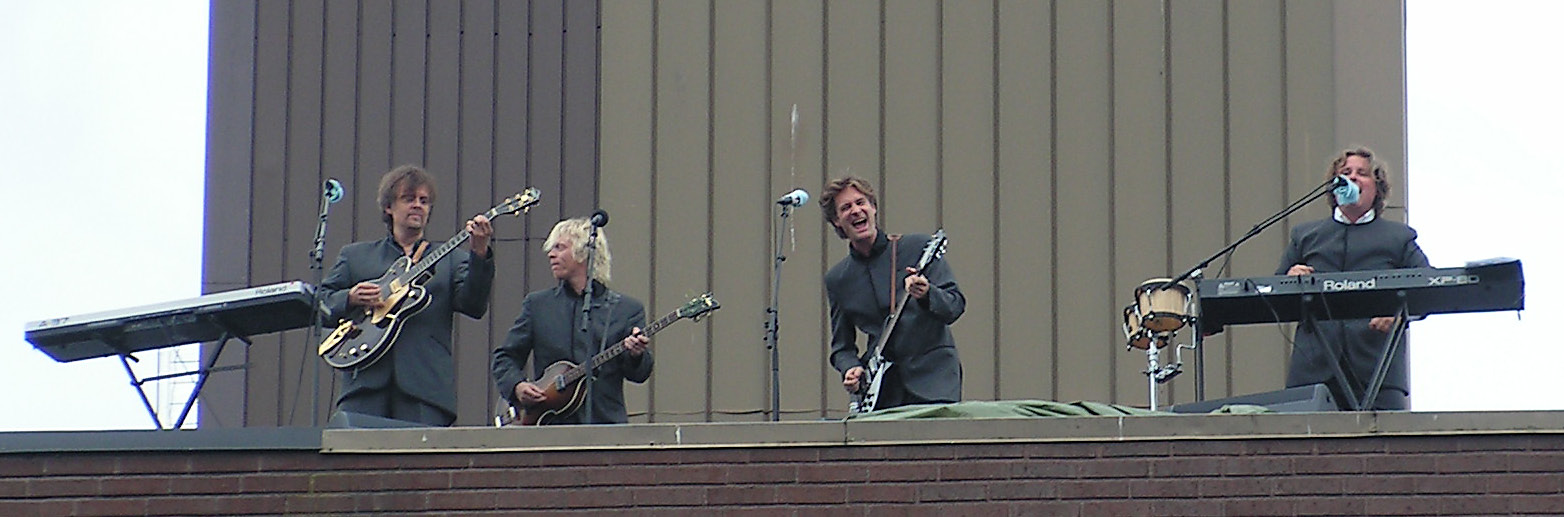
Pepperland uppträder på taket till affärshuset Oden vid Fallens dagar i Trollhättan 21 juli 2007

Pepperland är ett svenskt band som startade 2005 och som har rötterna i den tidigare gruppen Lenny Pane. Tre medlemmar, Mikael Isacson, Per Umaerus och Benny Karlsson, är kvar från Lenny Pane.
Gruppen spelar uteslutande musik av Beatles och klär sig även stilenligt vid sina konserter.
Både den tidigare sättningen, "Lenny Pane", och sedermera "Pepperland" har besökt England och den årliga Liverpoolfestivalen "Beatle Week" nio gånger. Gruppen har stående inbjudningar till Beatle Week i Liverpool - en tilldragelse som äger rum under sista veckan i augusti varje år sedan 1987. De har även varit i Japan tre gånger samt i olika länder i Europa.

## Nuvarande Medlemmar
- Mikael Isacson - sång, gitarr och klaviatur
- Per Umaerus - sång, gitarr och klaviatur
- Benny Karlsson - sång och trummor
- Stephen Sahlin - sång och klaviatur
- Mathias "Gian" Kündig - sång och bas